# 佐久本智
佐久本 智（さくもと さとし、1972年4月28日 - ）は、日本の元男子バスケットボール選手、指導者。沖縄県出身。ポジションはSG/SF。背番号は24。

## 来歴
小学校時代（美東）には、バスケットと野球を掛け持ちで、野球ではエースで、野球の大会終了後にそのままバスケットの大会へ直行などのエピソードも、中学から本格的にバスケット一本に専念。
福大大濠高在学中、第11回アジアジュニア選手権大会に長谷川誠や古田悟ら大学生に混じり活躍。優勝に大きく貢献した。
日本大学を経て、1995年にジャパンエナジーに入社。いすゞ自動車、日立を経て2006年にトヨタ自動車へ移籍。スーパーリーグやオールジャパンの優勝に貢献する。
1998年に開催された世界選手権の日本代表に選ばれるなど、日本を引っ張ってきた選手の一人である。また、元ジャパンエナジーでは最後のJBL現役選手であった。
2009年引退。
同年、札幌大学のコーチに就任。ジャパンエナジーの先輩で親交のある内海知秀JOMOサンフラワーズヘッドコーチ（当時）が同大学を率いた経験もあっての抜擢とされる。
2014年からJX-ENEOSサンフラワーズ（現：ENEOS）のコーチに就任。
2022-23シーズンはENEOSのヘッドコーチを務め、2023-24シーズンからは同監督に就任。

## 経歴
- 福大大濠高 - 日本大学 - ジャパンエナジー（1995年〜1998年） - いすゞ自動車（1998年〜2002年） - 日立（2002年〜2006年） - トヨタ自動車（2006年〜2009年）

## 日本代表歴
- 第10回アジアジュニア選手権
- 第11回アジアジュニア選手権
- 1998年世界選手権

## 受賞歴
- 2002年オールジャパンベスト5